# Sayyid Qutb
Sayyid Quṭb Ibrāhīm Ḥusayn al-Shādhilī (en árabe: سيد قطب إبراهيم حسين الشاذلي‎, Musha, 9 de octubre de 1906- El Cairo, 29 de agosto de 1966) fue un escritor, crítico literario e intelectual del Egipto de mediados de siglo XX. También fue miembro del Consejo de Orientación de la organización de los Hermanos Musulmanes tras su ingreso en 1951 y responsable de la Sección de Propaganda (Daʿwa) de la misma. Fue uno de los principales teóricos del islamismo contemporáneo cuyo pensamiento todavía hoy pervive como germen de algunas de las distintas corrientes islamistas más radicales. Acusado y condenado a muerte bajo la acusación de orquestar un complot para acabar con Nasser. Fue ahorcado el 29 de agosto de 1966.

## Biografía

### Primera infancia y juventud
Sayyid Qutb nació el 9 de octubre en la localidad de Musha, un pueblo de la gobernación de Asiut. Su padre, Qutb Ibrahim, poseía tierras en esa misma localidad, y fue delegado local del Partido Nacional Egipcio (al-Ḥizb al-Waṭanī), fundado por Mustafá Kamil, de aspiración conservadora y nacionalista en clave antibritánica.
Sayyid fue a la escuela estatal de Musha, mientras aprendía y memorizaba el Corán en casa. En 1920, a la edad de 14 años se trasladó a El Cairo, donde siguió sus estudios mientras residía en casa de su tío, notable periodista y militante del partido Wafd, ambiente en el que empezaría a desarrollar sus primeras ideas políticas cercanas al nacionalismo liberal del Wafd.
Estudió en uno de los centros de estudios superiores más prestigiosos de la ciudad, la Casa de las Ciencias (Dar al-Ulum), centro donde el pensamiento tradicional islámico se impartía junto a las ideas venidas de Occidente. Se licenció en 1933 y empezó su carrera como enseñante en el Ministerio de Instrucción Pública (Wizarat al-maʿarif) a partir de 1939. Empezó como profesor provincial para después ser trasladado a Helwan, en la periferia de El Cairo hasta 1940, año en el que es nombrado inspector del Ministerio, puesto que desempeñó hasta 1948, en el que viajaría a Estados Unidos.
Durante todo este periodo practicó la literatura y el periodismo. Inmerso en el ambiente literario cercano al Wafd, se relacionó con diversos intelectuales de ese momento tales como Taha Hussein, con el que tendría una fuerte disputa de carácter literario, Mahmud Abbas al-Aqqad, el líder wafdista Sad Zaglul y Taufik al-Haqim. Fundó un periódico “El pensamiento nuevo” (al-fikr al-yadid), periódico en el que colaboró el futuro nobel de literatura Naguib Mahfuz. Las publicaciones de este periodo son primordialmente de crítica literaria (Mahammat al-Sha'ir fi'l-Hayah wa Chi'r al-Yil al-Hadir, 1933; Naqd Kitab: Mustaqbal al-Zaqafa fi Misr, 1939), y algunas obras de análisis de la cultura islámica (Al-Tasuir al-Fanni fi'l-Qu'ran, 1945; Mashahid al-Qiyama fi'l-Qur'an, 1946).

### Viaje a Estados Unidos
Su militancia nacionalista le llevó a publicar artículos incómodos para la monarquía del rey Faruq y su actitud hacia los británicos. Su periódico fue clausurado y fue enviado en misión oficial a los Estados Unidos para recibir formación y realizar un análisis del sistema de enseñanza estadounidense. Se pretendía de esta manera deshacerse de una personalidad incómoda para el régimen de aquellos años.
En Estados Unidos estudió y trabajó en un primer momento en el Wilson Teachers' College en Washington D. C. (que luego sería la Universidad de Columbia), así como en la Universidad Estatal de Colorado en Greeley y en Stanford.
Su viaje duró dos años y la mayoría de autores coinciden en que fueron determinantes en su trayectoria. Si bien existía en su vida una cierta aceptación de los valores laicos occidentales, durante este periodo Sayyid Qutb queda marcado por lo que considera un excesivo individualismo y materialismo, así como por las relaciones entre ambos sexos, el consumismo y el racismo predominantes en la sociedad estadounidense de la época. Qutb redescubre el islam, que empieza a practicar de manera muy rigurosa.
Fue en este periodo en el que escribió, en 1949, su primera obra teórica sobre el islam “La justicia social en el islam”(al-Adala al-Ichtimaiyya fi l-Islam), en la que analiza la historia, los valores y la composición de la sociedad islámica y observa que su aplicación -desde el individuo hasta la sociedad- es la senda a seguir para conseguir una sociedad más justa. Esta fase, coincide con una fase de acercamiento a las ideas postuladas por Hassan al-Banna, fundador de los Hermanos Musulmanes en 1928, en su tendencia a enfatizar los aspectos sociales del islam pero con un acercamiento práctico a lo que se llama socialismo islámico, aunque siempre desde la tradición de pensamiento islámica, que no cuestiona la propiedad privada, pero obliga a ayudar a los pobres mediante la zakat. A este periodo pertenece también la obra “La batalla entre el capitalismo y el islam” (Ma'rakat al-Islam wa'l-Ra's Maliyya) de 1951.

### Vuelta a Egipto
Regresó a Egipto en el año 1950, y no tardó en sumarse a la organización de los Hermanos Musulmanes, en la que pasaría a ser redactor jefe del diario de la organización al-Da'wa, y más tarde jefe de la Sección de Propaganda para finalmente formar parte del Consejo de Orientación, uno de los cargos más importantes de la organización, directamente por debajo del guía supremo que en aquel periodo, tras el asesinato de Hassan al-Banna en 1948, era al-Hudaybi. El golpe de Estado de los Oficiales Libres contra el Rey Fuad II, dirigido por Mohammed Naguib y Gamal Abdel-Nasser en julio de 1952, fue apoyado por los Hermanos Musulmanes. Durante los primeros años de colaboración entre los Oficiales Libres y la Hermandad, Nasser pedirá a Sayyid Qutb, a finales del 52, redactar los estatutos y el programa de lo que sería el Consejo de la Revolución Egipcio (RCC), a lo que Qutb se negó debido a las primeras divergencias entre el RCC y la Hermandad respecto a la deriva de la revolución. 
En 1954, un fallido atentado contra Nasser por parte de un miembro de la Hermandad, dio a éste la excusa para prohibirla y arrestar a gran parte de sus miembros, entre los cuales se hallaba Sayyid Qutb. La fuerte represión contra la Hermandad, que Qutb vivió en sus carnes (en un juicio llegó a quitarse la camisa para mostrar las marcas provocadas por la tortura), provocó la radicalización de su pensamiento. Durante su encarcelamiento entre 1954 y 1964 escribió su primer libro exegético (Tafsir) sobre el Corán Fī ẓilāl al-Qurʾān (A la sombra del Corán), en el que desarrolla nuevos conceptos que serán fundamentales en su pensamiento: Hakimiyya li-llah (la soberanía de Dios) y el de la nueva yahiliyya (ignorancia) que impera en la sociedad. El corolario de su obra será: Ma’alim fi-l Tariq (Jalones en el Camino), escrito tras su re-encarcelación, ocho meses después de su liberación en 1964 por intercesión de Abdel Salam Arif, primer ministro iraquí. En esta obra desarrollará sus postulados más revolucionarios como la vanguardia islámica, la anatemización activa (Takfir), el exilio autoimpuesto (Hichra) y su concepción de la lucha (Yihad) y expondrá la necesidad de un Estado Islámico. Ambas obras pudieron ser publicadas gracias a la intercesión de Zainab al Gazali, fundadora de la Asociación de Mujeres musulmanas (Yama'at al-Sayyidaat al-Muslimaat), movimiento relacionado con los Hermanos Musulmanes. Como cuenta en sus memorias, fue ella la que se ocupó de sacar de la cárcel sus manuscritos y de publicarlos, son su consentimiento y el de al-Hudaybi.
Tras su re-encarcelación, en agosto de 1965, será acusado de organizar un intento de golpe de Estado para acabar con Nasser. Según fuentes oficiales, él y otros miembros de la Hermandad habrían comprado armas con fondos saudíes y se habrían puesto en contacto con Kamal-Eddin Husein (antiguo oficial libre perteneciente a la Hermandad y expulsado por Nasser en 1962) para derrocar al gobierno. Su juicio fue muy mediatizado por la prensa árabe de la época. Según una declaración firmada por él, Qutb aseguraba estar a la cabeza del complot, lo que fue desmentido por él mismo durante el juicio, presidido por el juez Salah Nasr. Fue condenado a muerte junto a otros seis miembros de la Hermandad y ahorcado el 29 de agosto de 1966.

## Qutbismo
Influenciado por los principales pensadores reformistas musulmanes del siglo XX tales como Rashid Rida, Hassan al-Banna o Abul Ala al-Maududi, la obra de Sayyid Qutb tendrá a su vez una importante trascendencia dentro del pensamiento islámico, desarrollando un movimiento islamista conocido como qutbismo. Sin embargo su pensamiento se desmarcará de los dos primeros acercándose al tercero. Creará una corriente en el seno de los Hermanos Musulmanes (la denominada qutbista) que desembocará en escisiones del mismo movimiento por la radicalidad de sus ideas y sus prácticas, derivadas de sus últimas obras: Fī ẓilāl al-Qurʾān y Ma’alim fi-l Tariq. 
Para Qutb, el pensamiento islámico solo puede estructurarse en categorías que provengan de la tradición islámica, desmarcándose así de las principales ramas reformistas del salafismo de principios de siglo XX. Una de sus grandes contribuciones al pensamiento islámico es la “democratización” del Tafsir, es decir de la exégesis del Corán y la Sunna, que hasta entonces solo se había realizado por parte de una élite erudita compuesta por imames, ulemas y jeques. Qutb es el primer civil que, en “A la sombra del Corán”, interpreta sus «sagradas escrituras», derivando de ello un pensamiento político-religioso propio, fuera de las instituciones religiosas de la época como Al-Azhar.

### Principales conceptos en la visión de Sayyid Qutb
Hakimiyya: Una de las principales aportaciones que realiza es la definición de la soberanía (al-Hakimiyya). Aunque el término es un préstamo del urdu, usado por al-Maududi, para Qutb, “la soberanía proviene únicamente de Dios, pues solo él tiene derecho a legislar” y no los hombres. Y ésta no solo impone una legislación (la Sharia), sino ante todo una ética que después adquiere carácter de ley, pues la hakimiyya se ha de imponer primero “en el corazón, donde se produce la primera revolución” contra la idolatría y la ignorancia. Dicha ética proviene de los preceptos divinos e implica un comportamiento que por necesidad u obligación (fadr) invoca a la lucha (yihad) contra cualquier régimen que no respete el principio de la soberanía de Dios sobre la de los hombres (Hakimiyya li-llah), o el exilio (Hichra) auto-impuesto de dicha sociedad, en espera, del momento justo, como imitación del Profeta en su exilio a Medina.

“Una sociedad en la que la legislación no se apoye en la ley divina no es musulmana por muy musulmanes que se proclamen sus miembros."
Sayyid Qutb, Maalim fi l-Tariq, p.117

Para Qutb, la antítesis de la hakimiyya es la tiranía (Tagut), que está representada por la soberanía de los hombres usurpada a Dios. Por tiranía se entiende no solo la que es ejercida por un solo hombre, sino globalmente cualquier sistema que no sea islámico (desde la democracia hasta el comunismo). 
Jahiliyya: Para Qutb, la sociedad contemporánea (ya fuese comunista o capitalista), incluso en los países islámicos, vive en un periodo de ignorancia, que él llama Yahiliyya, por asimilación al periodo de ignorancia preislámico.

“El Islam solo conoce dos tipos de sociedad: musulmana o yahili. La sociedad musulmana es aquella en la que se aplica el Islam por la fe, la adoración, la legislación, la organización social, la concepción de la creación, la forma de comportarse. La sociedad yahili es aquella en la que el Islam no se aplica: no está gobernada por creencias, ni por la concepción islámica del mundo, mucho menos por sus valores, su legislación y sus costumbres.”
Sayyid Qutb, Maalim fi l-Tariq, p.116

Por lo tanto, para Sayyud Qutb la sociedad egipcia de su tiempo era una sociedad yahili pues no se aplicaban las enseñanzas coránicas impuestas por la ley divina. Esta dicotomía está llena de implicaciones, pues en el pensamiento islámico, quien no aplica las enseñanzas es un yahili por lo que puede ser considerado como un infiel (Kafir).
Takfir: Qutb recoge de nuevo un concepto de al-Maududi, la anatemización. Esta práctica está ausente en la tradición suní, pues era una práctica que solo existía entre la vertiente jariyí del Islam. Qutb recupera esta categoría islámica para los musulmanes que han ido en contra de los principios islámicos. Estos estarían sujetos a la anatemización (Takfir), es decir, la expulsión de la comunidad islámica por apóstatas, declarándolos infieles (Kuffar) y por lo tanto sujeto a combatir (Yihad) por obligación (Fadr). Sin embargo, Qutb solo reserva esta posibilidad para la “élite” musulmana, es decir para los dirigentes de los países musulmanes que deciden deliberadamente no aplicar los preceptos islámicos sumergiendo así a los musulmanes en la yahiliyya. 
Sayyid Qutb confía pues en una élite islámica de verdaderos musulmanes para liberar mediante la lucha (Yihad) a los musulmanes del estado de yahiliyya que la tiranía (tagut) ha provocado. La Hichra (exilio auto-impuesto o exilio interior) se impone como necesidad (Fadr) para aislarse de una sociedad hostil en la que impera la ignorancia (Yahiliyya) y la impiedad (Kufr) provocadas por el materialismo, el ateísmo y el individualismo introducidos por occidente. Dicha élite debe luchar para la realización del orden islámico, es decir el de la Hakimiyya li-llah. Pues la aplicación de las enseñanzas divinas son la manera de liberar a la humanidad de la opresión y alcanzar la justicia social.

## Implicaciones del pensamiento de Sayyid Qutb
Aunque en sus escritos nunca llegó a hacer una expresa apología de la violencia, su pensamiento encontró respaldo entre varios sectores del islamismo más radical y desencantado con la Hermandad Musulmana, que compartía con Qutb lo esencial de su pensamiento, la reislamización de la sociedad, pero no sus prácticas. Estos sectores serían los fundadores de organizaciones como Takfir wa-Hichra (Excomunión y Exilio), Takfir (Excomunión),  Gamaa al-Islamiyya (Grupo Islámico) o Yihad, que proliferarían a finales de los años sesenta y principios de los setenta en Egipto. Dichos grupos fueron el germen de lo que hoy se conoce como yihadismo terrorista. Estos grupos, llevarían al extremo las ideas de Qutb, a través de atentados terroristas (como el asesinato de Anwar al-Sadat) y cuya finalidad era la instauración del Estado Islámico.

## Obras
- “The America I have Seen” : In the Scale of Human Values, 1951, Qutb Sayyid 
- "Milestones" Piedras en el camino, Qutb Sayyid 1964.